# Mamadou Dagra
Mamadou Dagra (* 1953 in Kaoutchouloum) ist ein nigrischer Rechtswissenschaftler und Politiker.

## Leben
Mamadou Dagra gehört der Volksgruppe der Kanuri an, deren Hauptsiedlungsgebiet in Niger im Osten des Landes liegt. Dagra besuchte die Grundschule in Kellé und anschließend von 1965 bis 1972 das Lycée national de Niamey in der Hauptstadt Niamey. Danach studierte er in mehreren Etappen (1972–1976, 1978–1980, 1986–1987) Rechtswissenschaft an der Universität Dakar. Im Rahmen seines Studiums erwarb er die Abschlüsse Licence ès lettres und Doctorat d’Etat in öffentlichem Recht.
Dagra arbeitete von 1976 von 1977 als Leiter der Europa-Abteilung im nigrischen Außenministerium in Niamey. Anschließend war er bis 1978 als Botschaftsrat an der Ständigen Vertretung Nigers bei den Vereinten Nationen in New York tätig. Er wirkte ab 1980 an der wirtschafts- und rechtswissenschaftlichen Fakultät der Universität Niamey, zunächst als Assistent, von 1981 bis 1985 als Dekan der Fakultät und 1987 als maître-assistant. Zudem stand er von 1984 bis 1989 dem Direktorium der École Nationale d’Administration vor, der staatlichen Verwaltungsschule in Niamey. Mamadou Dagra gehörte zu den Theoretikern der „Entwicklungsgesellschaft“, des Gesellschaftsmodells des von 1974 bis 1989 währenden Regimes des Obersten Militärrats, und argumentierte entsprechend gegen ein liberales Mehrparteiensystem zugunsten einer zu schaffenden partizipatorischen Demokratie. Er prägte den Begriff régime d’exception („Ausnahme-Regime“) für jene Jahre der Militärherrschaft in Niger, die sich auf keine Verfassung stützte.
Während der Zweiten Republik unter Staatspräsident Ali Saïbou von der damaligen Einheitspartei Nationale Bewegung der Entwicklungsgesellschaft wurde Mamadou Dagra erstmals mit politischen Ämtern betraut. Er war zunächst ab 1989 Kabinettschef von Premierminister Mamane Oumarou, bis er Ende 1989 als Unterrichtsminister in die Regierung berufen wurde. Er wechselte 1990 das Portefeuille und wurde Minister für öffentlichen Dienst, Arbeit und Ausbildung. Dagra verlor dieses Ministeramt 1991 und kehrte mit der Etablierung eines Mehrparteiensystems in Niger in die universitäre Lehre und Verwaltung in Niamey zurück. Er etablierte sich als der nach Abdourahamane Soli führende Rechtsexperte des Landes. Er veröffentlichte Schriften insbesondere zum Thema Diplomatie und bemühte sich mit ausländischer Unterstützung, etwa seitens des dänischen Instituts für Menschenrechte, um die Neubelebung juristischer Fachzeitschriften in Niger. Im Jahr 1996 war er als Sonderberater im Kabinett von Premierminister Amadou Boubacar Cissé beschäftigt.
Staatspräsident Mamadou Tandja holte Mamadou Dagra 2007 während der Fünften Republik in die Regierung zurück. Dagra wirkte zwei Jahre lang als Justizminister. Er übernahm den Vorsitz des Ministerrats der Organisation zur Harmonisierung des Wirtschaftsrechts in Afrika. Innenpolitisch vertrat er eine Verschärfung der Anti-Terror-Gesetzgebung angesichts der Bedrohung durch die Bewegung der Nigrer für Gerechtigkeit. Außerdem unterstützte er eine Aufklärungskampagne mit dem Ziel, eine Million Kinder besonders in ländlichen Regionen mit Geburtsurkunden zu versorgen. Im Jahr 2009 wurde Dagra statt Justizminister Minister für Berufs- und Fachausbildung. Er zählte zu den Unterstützern von Staatspräsident Tandja, als dieser mittels des umstrittenen Verfassungsreferendums von 2009 die Sechste Republik etablierte und sich damit eine in der Verfassung der Fünften Republik nicht vorgesehene dritte Amtszeit als Staatspräsident zu sichern meinte. Mamadou Dagra war Vizepräsident des fünfköpfigen Gremiums, das die Verfassung der Sechsten Republik ausarbeitete. Ihn und Tandja einte ihre gemeinsame ethnische und regionale Herkunft. Der Staatspräsident und seine Regierung wurden 2010 gestürzt.
Dagra kehrte danach an die Universität zurück. Er leitete die Wahlbeobachter-Mission der Afrikanischen Union bei der Parlamentswahl im Tschad 2011. Unter Staatspräsident Mohamed Bazoum wurde er 2023 zum Richter am Verfassungsgerichtshof ernannt.

## Schriften
- La Démocratie participative au Niger : allier l’idéal au fonctionnel. In: Bulletin du Comité National de Développement. Nr. 16, September 1985, S. 12–16.
- La politique extérieure du Niger (1974–1987). Contribution à l’étude des structures diplomatiques et de la politique africaine d’un Etat sahélien. Thèse pour le Doctorat d’Etat. Université Cheikh Anta Diop, Dakar 1987 (sist.sn [PDF]).
- Le Code Electoral Nigérien du 16 avril 1996 : Facteur de Renouveau Démocratique et de Stabilité ? In: Revue Nigérienne de Droit. Nr. 1, März 1999, S. 15–51.
- L’Etat et la coopération internationale. De quelques aspects de la coopération bilatérale du Niger. In: Idrissa Kimba (Hrsg.): Le Niger. État et démocratie. L’Harmattan, Paris 2001, ISBN 2-7475-0303-8, S. 173–224.
- Justice constitutionnelle et processus de démocratisation en Afrique de l’Ouest francophone : rapport national Niger = Judicial review and democratization in francophone West Africa (= Franz von Liszt Institute working paper. Nr. 6). Franz von Liszt Institute for International and Comparative Law, Gießen Oktober 2014 (intlaw-giessen.de [PDF]).